# Priopoda bellator
Priopoda bellator là một loài tò vò trong họ Ichneumonidae.